# Ишаирская
Ишаирская (сибирскотат. 
Йышайыр) — деревня в Вагайском районе Тюменской области России. Входит в состав Карагайского сельского поселения.

## География
Деревня находится в восточной части Тюменской области, в пределах подтаёжно-лесостепного района лесостепной зоны, на берегу одной из стариц правобережья Иртыша, на расстоянии примерно 75 км (по прямой) к востоку-северо-востоку (ENE) от села Вагай, административного центра района. Абсолютная высота — 44 м над уровнем моря.
Часовой пояс
Деревня Ишаирская, как и вся Тюменская область, находится в часовой зоне МСК+2. Смещение применяемого времени относительно UTC составляет +5:00.

## Население
| 2010 |
| ---- |
| 83   |

Половой состав
По данным Всероссийской переписи населения 2010 года, в гендерной структуре населения мужчины составляли 49,4 %, женщины — соответственно 50,6 %.
Национальный состав
Согласно результатам переписи 2002 года, в национальной структуре населения татары составляли 100 % из 91 чел.